# استودیوی آروهد گیمز
استودیوی آروهد گیمز (انگلیسی: Arrowhead Game Studios) یک توسعه‌دهنده مستقل بازی های ویدئویی سوئدی است. در سال ۲۰۰۸ توسط گروهی از دانشجویان دانشگاه فنی لولئو که در شلفتئو تحصیل می کردند، تأسیس شد.این شرکت به تدریج در سال ۲۰۱۱-۲۰۱۲ به استکهلم نقل مکان کرد.از سال ۲۰۲۴، این استودیو حدود ۱۲۰ کارمند دارد.